# Mael Seachnaill Ier mac Mael Ruanaid
Pour les articles homonymes, voir Duncan.
Máel Seachnaill Ier mac Máel Ruanaid, également appelé Malachy Ier ou  dans le traditions populaires  roi Melaghlin, Ard ri Érenn d'Irlande de 846 à 862 appartenait à la dynastie du Clan Cholmáin des Uí Néill du sud ou du royaume de Mide qui contrôlait  l'actuel comté de Westmeath avec des fractions de ceux de Meath et d'Offaly 

## Origine
Máel Sechnaill Ier est le fils de Máel Ruanaid roi de Mide, sa mère est Aróc fille de Cathal mac Fiachrach du royaume Uí Néill voisin de Brega. Son père était lui-même le fils de Donnchad Midi mac Domnaill Ard ri Érenn et il est l'un des derniers rois effectifs de Mide dont la dynastie était issue de Conall Cremthaine un des quatre fils de Niall Noigiallach qui étaient demeurés dans le royaume de Mide et qui fondèrent les dynasties des Uí Néill du Sud. Le frère aîné de son père Conchobar mac Donnchada fut lui-même Ard ri Érenn pendant que Máel Ruanaid était le chef du Clan Cholmáin.
la première mention de Máel Seachnaill dans les Chroniques d'Irlande date de l'année 839 lorsqu'il tue Crunnmhael mac Fiannamail, économe de l'Abbaye de Durrow. En 840 son père est défait par son neveu Diarmait mac Conchobair que Máel Seachnaill tue l'année suivante. Après la mort de son père en 843 Máel Seachnaill devient d'abord « l'Héritier » du Clan Cholmáin puis son chef après qu'il s'est débarrassé de son frère, Flann mac Máel Ruanaid en 845.

## Menaces sur le Mide
La situation du royaume de Mide et de sa dynastie est à cette époque excessivement périlleuse. 
L'établissement par les Vikings de « port à navires » fortifiés les « longphuirt » à Dublin et à Lind Duachaill en 841 avait désigné comme principale aire d'expédition des Vikings le nord des Midlands d'Irlande. Les Vikings avait déjà établi des bases d'hivernage sur le Lough Neagh en 839 mais Dublin devient leur principal établissement permanent comparable à Kiev sur le Dniepr alors que Lind Duachaill dans le comté de Louth ne sera occupé que jusqu'en 927. La situation des deux premiers longphuirt de Dublin et de Lind Duachaill qui permet le contrôle de la zone côtière comprise entre les montagnes de Mourne et les montagnes de Wicklow est une menace directe pour le royaume de Mide de Máel Sechnaill. En 841 deux ans avant son accession au trône les Vikings de Lind Duachaill avancent à travers les Midlands jusqu'à Tethbae dans l'actuel comté de Longford immédiatement à l'est du Shannon. Tehbae est sans doute le plus important territoire contrôlé par le Clan Cholmáin dont les domaines s'étendent à l'est du Lough Ennell. La capacité des Vikings de s'enfoncer aussi loin vers l'ouest est une menace pour le  royaume de Mide et démontre son incapacité à protéger ses vassaux.           
Depuis 829, le royaume de Mide était également sous la menace de son voisin du sud le roi de Munster Feidlimid mac Crimthain. En 831 il impose au Leinster sa suzeraineté, longtemps revendiquée par les Uí Néill et à partir de 832 il commence une série d'attaques sur les royaumes frontaliers de Fir Chell qui incluait l'Abbaye de Durrow, Lynally et d'autres églises importantes et Delbnae Bethra où se trouve le monastère de Clonmacnoise. Ses intentions n'étaient évidemment pas seulement de rendre ses petits royaumes tributaires mais surtout de prendre le contrôle des principaux centres religieux liés au Clan Cholmáin. En 840 il  semble avoir temporairement atteint ses objectifs. Ni l'oncle de Máel Sechnaill ; Conchobar mac Donnchada ni son père Máel Ruanaid ne parvinrent à repousser les attaques de Feidlimid. En 843 lorsque Máel Sechnaill succède à son père à la tête du Clan Cholmain la poussée du Munster s'affaiblit et Feidlilmid est devenu un vieil homme qui meurt en 847.  
La menace la plus importante demeure donc les Vikings qui atteignaient à cette époque le plus haut niveau de leur activité militaire en Irlande et de plus concentraient leurs efforts sur les  Midlands d'Irlande où régnaient les Uí Néill du sud précisément peut-être  parce qu'ils avaient été affaiblis par les entreprises de Feidlimid.

## Ard ri Érenn

### Turgesius
Avant l'arrivée des Vikings en Irlande, il n'existait pas sur l'île de ville  proprement dite. Mael Seachnaill est connu dans les traditions populaires comme le roi « Melaghlin », qui a fait exécuter par noyade en 845 dans le Lough Owel  le Viking Thorgils qui s'était établi lui-même « roi » sur le Shannon.           
Turgesius avait déjà été vaincu, la même année ou l'année précédente, par le roi Niall Caille mac Áeda dans la plaine de Moynith, et les annales de l'époque rapportent qu'« innombrables furent ceux qui tombèrent à la bataille » . La tradition s'est emparée de cet événement qui est rapporté ainsi. 
Fin stratège, Melaghlin, chef de l'actuel Westmeath, s'empare de Turgesius par la ruse et l'exécute par noyade dans le Lough Owel, près de Mullingar. Melaghlin, diplomate avisé, avait réussi à conserver la possibilité de gouverner en respectant les limites d'autorité imposées par l'envahisseur. Quand l'opportunité s'est présentée à lui, Melaghlin aurait cherché conseil auprès de Turgesius au sujet du meilleur moyen de se débarrasser d'une espèce d'oiseau particulièrement envahissante et dévastatrice. Sans méfiance, Turgesius recommanda de détruire tous les nids. C'est exactement la méthode qu'employa Melaghlin envers les Vikings à compter de ce jour. Certains de ces « nids », en fait, des forts construits par les Vikings, sont encore visibles au sud-ouest du Lough Lene; à quelque 15 km au nord de Mullingar

### Succès militaires
Après la mort de Niall Caille mac Áeda, représentant du Cenél nEógain et des Uí Néill du Nord Mael Seachnaill Ier mac Mael Ruanaid devient à son tour Ard ri Erenn. Peu après il attaque les Luighni et les Gailenga deux tribus du Mide qui avaient partie liée avec les Vikings et qui avaient pillé ses domaines. Il leur inflige une lourde défaite et détruit leur place forte située sur une île du Lough Ramor un grand lac entre le Mide et le royaume de Breifne dans l'actuel comté de Cavan. Il remporte ensuite deux combats contre les Vikings à Farragh dans le comté de Meath et à Rathcommair et après ses victoires il pille Dublin ville purement viking à cette époque. Après cette expédition célébrée par le poète Maelfechin, il installe son camp à Crufait dans le Mide. C'est alors qu'il apprend que Cináed mac Conaing le roi de Cnogba ( Knowth) un de ses tributaires, allié à une bande de Vikings ravage son domaine du royaume de Mide, brulant et pillant plusieurs églises  ainsi que la place forte de « Loch Gabhor » citadelle de son allié Tigernach mac Fócartai qui avait participé avec lui au sac de Dublin.
En 851 il capture Cináed et le noie rituellement dans la rivière Nancy dans le comté de Meath dans son propre royaume de Nord Brega ou Cnogba (Knowth). Cet événement est célébré par Guaire Dall et d'autres poètes. Mael Seachnaill Ier convoque ensuite une assemblée royale  (gaélique : rigdál) à Armagh à laquelle participent des représentants des royaumes du Nord (i.e le Leth Cuinn), Matudán mac Muiredaig d'Ulaid ainsi que Diarmait abbé d'Armagh.
Son pouvoir étant ainsi affirmé il décide de marcher vers le Munster en 854 et à Mullach Indeona près de Clonmel près de la frontière des Déisi où il reçoit des otages des chefs locaux. En 858 en plein hiver il attaque de nouveau le Munster et défait son nouveau roi  Máel Gualae et ceux de Desmond à Carn Lughdhach, effectuant ensuite des pillages il tue Máel Cron mac Muiredaig  « leth-ri » des Déisi.

### Assemblée de Rahugh
En 858 le Cenél Fiachach un peuple vassal du Mide et les Gallgoidil du Leth Cuinn sont vaincus  par Cerball mac Dúnlainge d'Osraige et son allié Ivarr un des principaux chefs du royaume de Dublin. Cerball est le beau-frère de Mael Seachnaill, époux de sa sœur Land. L'année suivante en 859, en réponse, Mael Seachnaill Ier réunit une seconde grande assemblée royale à Ráith Áed maic Bricc (c'est-à-dire Rahugh) dans l'actuel comté de Westmeath dans laquelle il est entouré de Fethghna nouvel abbé d'Armagh, Suairlech abbé de Clonard, Cerball et du fils de Máel Gualae, roi de Munster et de nombreux autres chefs civils et religieux, qui concluent un accord assorti de garantie selon lequel l'Osraige est désormais exclu du Leth Cuinn et placé sous la suzeraineté directe de Mael Seachnaill Ier lui-même avec la reconnaissance de l'Église d'Armagh.

### Derniers combats et mort
En 859 Mael Seachnaill Ier défait de nouveau les Vikings du royaume de Dublin à Druimdamhaighe dans le comté d'Offaly.Áed Findliath met à profit cette campagne pour tenter mettre la main sur Tara en cas de défaite du roi.  Mael Seachnaill avec l'appui de Cerball mac Dúnlainge d'Osraige le repousse mais son allié occasionnel retourne peu après à son alliance scandinave. 
En 860 il mène sa dernière grande expédition avec l'armée des Uí Néill du Sud accompagnée de ses vassaux du Munster, du Connacht et du Leinster vers le nord et il établit son campement à Moy près de Charlement comté de Tyrone afin d'attaquer Ailech. Áed Findliath le chef du Cenél nEógain, prévient son offensive et attaque son camp la nuit. Il met en fuite son armée sauvant ainsi son royaume.
En 861 Áed Findliath vient piller le propre domaine de Mael Seachnaill en compagnie d'« Étrangers de Dublin ». Mael Seachnaill  répond à cette agression de son rival en infligeant une défaite aux Étrangers à la frontière nord-ouest du Leinster. C'est son dernier succès. L'Ard ri Erenn Mael Seachnaill Ier meurt quelques mois après dans la seizième année de son règne, le vendredi 27 novembre 862. 
Un ancien poème précise qu'il avait l'habitude de monter un cheval blanc et que son corps fut porté jusqu'à sa tombe par deux bœufs. Il a comme successeur Áed Findliath le fils de son prédécesseur Niall Caille, issu des Uí Néill du Nord.

## Postérité
Mael Seachnaill Ier épouse Land ingen Dúngaile (en) († 890) d'Osraige fille de Dúngal mac Fergaile et sœur de Cerball mac Dúnlainge et laisse un fils et une fille.
- Flann Sinna qui sera plus tard Ard ri Érenn.
- Maelfenhail morte en 887.

## Sources
- (en) Francis John Byrne, Irish Kings and High-Kings, Dublin, Four Courts Press History Classics réédition, 2001 (ISBN 1-851-82-1961).
- (en) Máire Herbert, « Ri Éirenn, Ri Alban: kingship and identity in the ninth and tenth centuries » dans Simon Taylor (ed.), Kings, clerics and chronicles in Scotland 500–1297. Fourt Courts, Dublin, 2000.  (ISBN 1-85182-516-9)
- (en) Dáibhí Ó Cróinín, Early Medieval Ireland: 400–1200. Longman, London, 1995.  (ISBN 0-582-01565-0)
- (en) Clare Downham, Medieval Ireland, Cambridge, Cambridge University Press, 2018, 338 p. (ISBN 978-1-906716-06-6), p. 85,88,95,104,106
- (en) Donnchadh Ó Corráin, Ireland before the Normans, Dublin, Gill & Macmillan, 1972, 210 p., p. 15,21,91,92,93,99-100,101,112
- (en) T. M. Charles-Edwards, « Máel Sechnaill mac Máele Ruanaid (d. 862) », Oxford Dictionary of National Biography, Oxford University Press, 2004.
- (en) Dictionary of Irish Biography article de Ailbhe Mac Shamhrain, Máel-Sechnaill
- (en) T.W Moody, F.X. Martin et F.J. Byrne, A New History of Ireland IX Maps, Genealogies, Lists. A companion to Irish History part II, Oxford, Oxford University Press, 2011, 690 p. (ISBN 978-0-19-959306-4).